# Xenofrea magdalenae
Xenofrea magdalenae là một loài bọ cánh cứng trong họ Cerambycidae.